# Дзядувки
Дзядувки (пол. Dziadówki) — остановочный пункт в гмине Мехув, в Малопольском воеводстве Польши. Имеет 2 платформы и 2 пути.
Остановочный пункт на железнодорожной линии Варшава-Западная — Краков-Главный.